# Championship Wrestling from Florida
La Championship Wrestling from Florida è stata una federazione statunitense di wrestling attiva dal 1949 al 1987, fondata dal promoter "Cowboy" Clarence P. Luttrall e con sede a Tampa, Florida. Era conosciuta anche come Florida Championship Wrestling e NWA Florida.

## Storia

### Fondazione
Il fondatore e primo proprietario della federazione fu il promoter "Cowboy" Clarence Preston Luttrall, un ex wrestler heel che aveva combattuto un celebre match di pugilato, scaturito da un angle di wrestling, con un ormai quarantenne Jack Dempsey. Cowboy fu sonoramente sconfitto. Luttrall aprì il proprio ufficio nel 1949, mentre Eddie Graham entrò a far parte della compagnia nel 1961. Nel 1971 Graham prese il controllo della federazione a causa dell'abbandono per ragioni di salute di Cowboy Luttrall.
La compagnia era affiliata alla National Wrestling Alliance, Eddie Graham svolse anche due mandati come presidente NWA, e la collaborazione con l'NWA si protrasse per tutto il periodo di esistenza della CWF. Negli anni settanta e ottanta la Championship Wrestling from Florida divenne molto popolare nel sud degli Stati Uniti, con Dusty Rhodes come top wrestler della federazione a partire dal 1973.

### Stelle principali

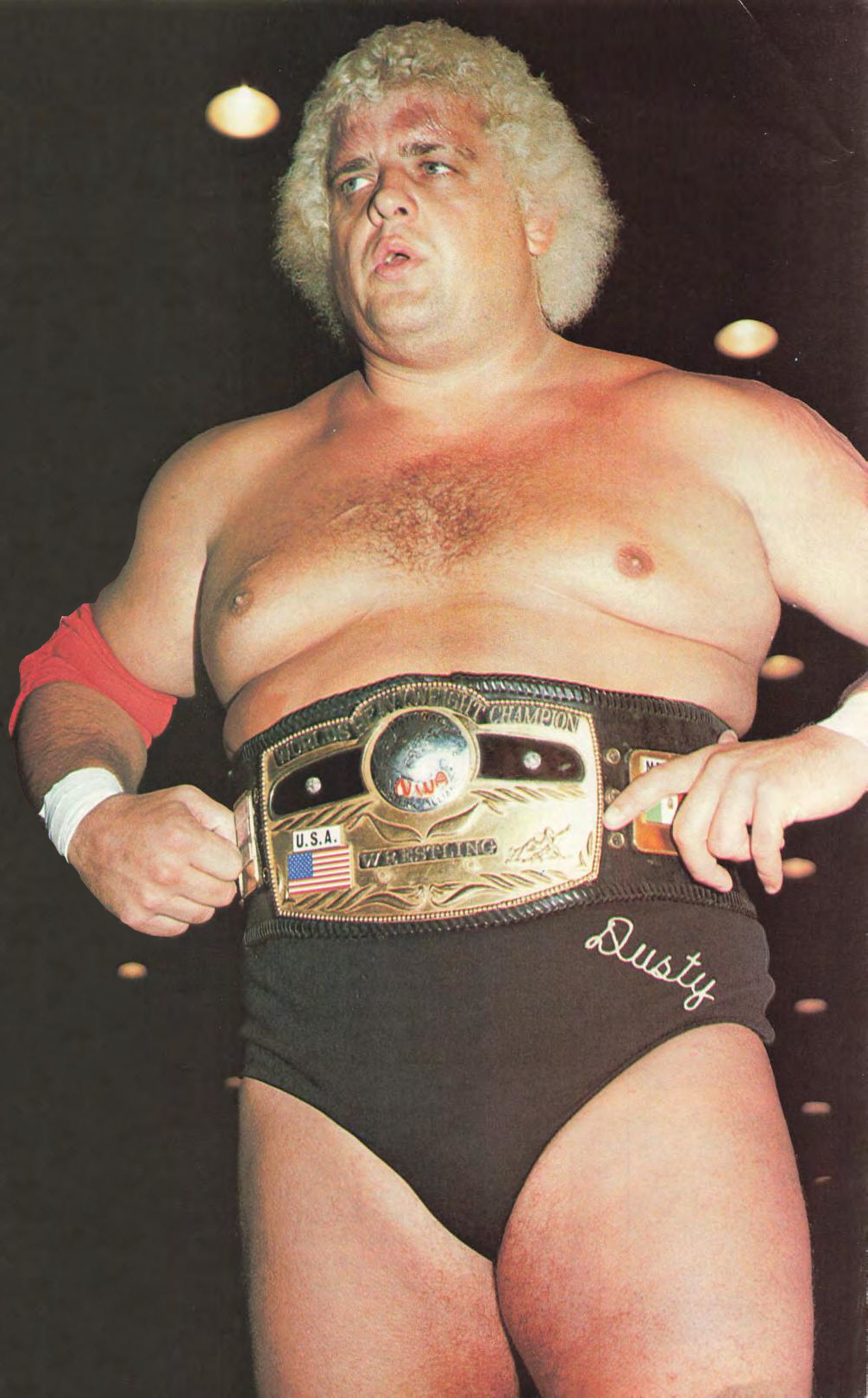
Dusty Rhodes fu tra le stelle maggiori della compagnia

Nella federazione lottarono stelle come i campioni del mondo NWA Lou Thesz e Gene Kiniski, Eddie Graham, Don Curtis, Sam Steamboat, The Great Malenko (Larry Simon), Johnny Valentine, Hiro Matsuda, Bob Orton Sr. e poi Bob Orton Jr., Jesse Barr, Joe Scarpa (il futuro Chief Jay Strongbow), Wahoo McDaniel, The Funks (Terry & Dory Jr.), The Briscos (Jack & Jerry), Buddy Colt (Ron Read), Dusty Rhodes, Barry Windham, Mike Rotunda, Mike Graham (figlio di Eddie), Kevin Sullivan – la cui stable Army of Darkness era molto popolare tra i fan – e, nelle parole dello storico commentatore Gordon Solie, fu d'ispirazione per molte altre fazioni simili nel mondo del wrestling.
Soprattutto Dusty Rhodes fu tra le stelle maggiori della compagnia a causa delle molte rivalità che ebbe durante l'esistenza della CWF. Veterani heel, debuttanti e babyface che passarono tra i "cattivi" durante il loro periodo nella CWF, spesso prendevano di mira Rhodes per farsi un nome nella zona. Tra i suoi rivali nel corso degli anni, si annoverano: Superstar Billy Graham, Ray Stevens, Ernie Ladd, Ivan Koloff, Ox Baker, Ron Bass, Kamala, Abdullah the Butcher, Ric Flair, Dick Murdoch e naturalmente, Kevin Sullivan.

### Suicidio di Eddie Graham e fusione

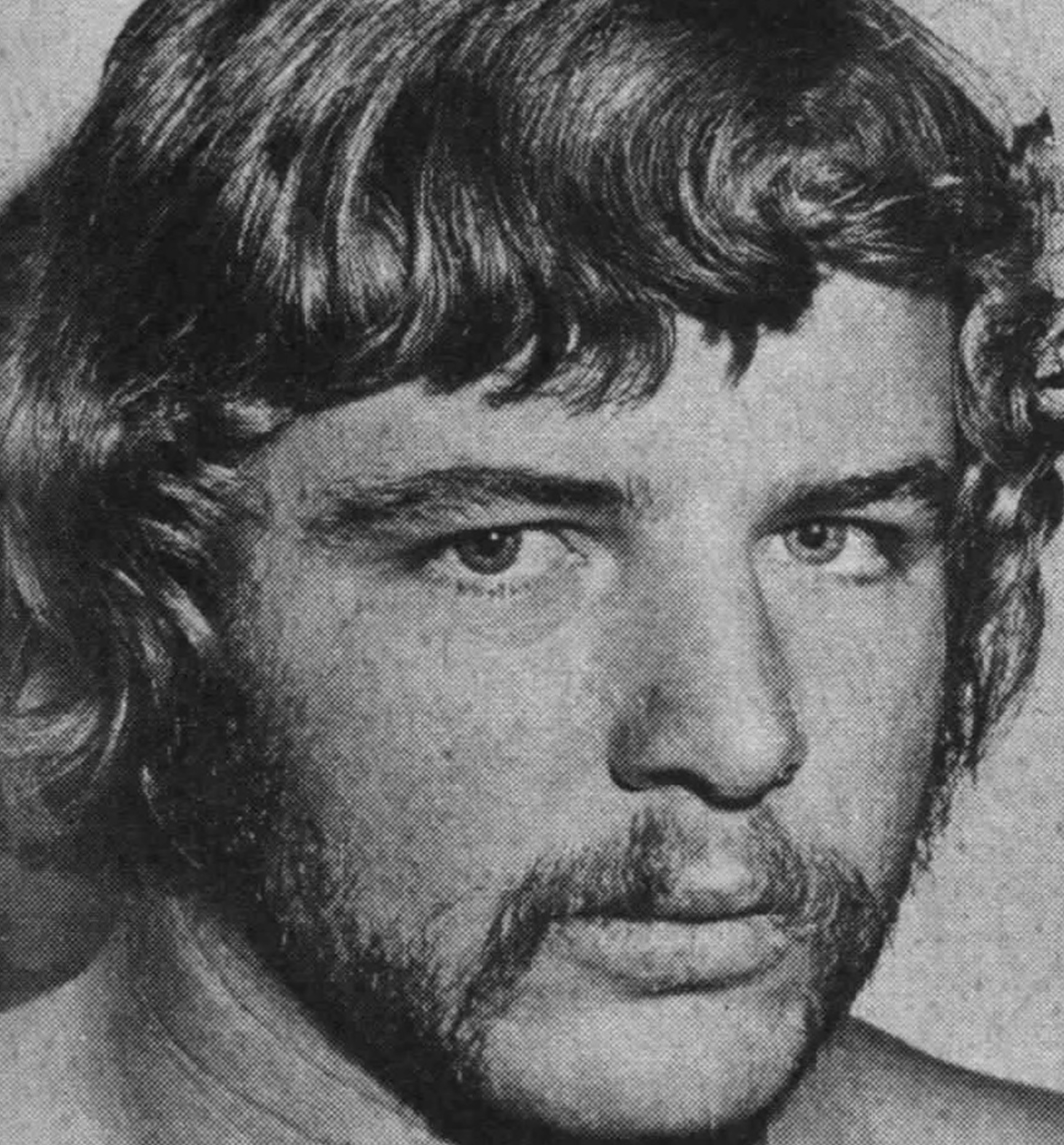
Mike Graham cercò di rinnovare la compagnia dopo la morte di suo padre

Quando Eddie Graham si suicidò nel gennaio 1985, a causa di problemi personali e finanziari, furono Hiro Matsuda e Duke Keomuka a prendere le redini del comando. Altri soci erano Skip Gossett, il fratello di Mike Graham, Dusty Rhodes e Buddy Colt. La compagnia era comunque in fase calante e continuò a perdere soldi fino a quando si fuse con la Jim Crockett Promotions nel febbraio 1987. Molti dei wrestler della CWF confluirono nella JCP o passarono alla World Wrestling Federation.

### Programmi televisivi e archivio nastri
La CWF registrava e trasmetteva i propri programmi settimanali dall'arena Sportatorium situata al 106 N. Albany a Tampa, Florida, che in realtà era un piccolo studio televisivo con circa 100 posti a sedere per il pubblico, con annessi ufficio e palestra. Gli show spin-off della CWF erano Championship Wrestling Superstars, Global Wrestling, North Florida Championship Wrestling, United States Class Wrestling, American Championship Wrestling e Southern Professional Wrestling.
Il 2 marzo 2006, tutto il materiale audiovisivo d'archivio della Championship Wrestling from Florida venne acquistato dalla WWE per la produzione di DVD.

## Titoli
- NWA Florida Heavyweight Championship
- NWA Florida Television Championship
- NWA Florida Junior Heavyweight Championship
- NWA Florida Women's Championship
- NWA Southern Women's Championship (Florida version)
- NWA Brass Knuckles Championship (Florida version)
- NWA Southern Heavyweight Championship (Florida version)
- NWA Southern Tag Team Championship (Florida version)
- NWA World Tag Team Championship (Florida version)
- NWA United States Tag Team Championship (Florida version)
- NWA Florida Tag Team Championship
- NWA Florida Bahamian Championship
- NWA North American Tag Team Championship (Florida version)
- NWA Florida Global Tag Team Championship

## Personale
| - Abdullah the Butcher - Johnny Ace - Bill Alfonso (arbitro) - Vic Steamboat - Bad News Allen - Lars Anderson - André the Giant - Brad Armstrong - Steve Armstrong - The Assassins - Norvell Austin - Bob Backlund - Jim Backlund - Ox Baker - The Barbarian - Jesse Barr - Black Bart - Ron Bass - Red Bastien - Brian Blair - Nick Bockwinkel - Bounty Hunter - Bounty Hunter 2 - Bobo Brazil - Jack Brisco - Jerry Brisco - Bruiser Brody - Jerry Brown - Bad Bad Leroy Brown - Denny Brown - Dewey Forte - Haystacks Calhoun - Ray Candy - Chris Champion - The Cuban Assassin - Buddy Colt - Bob Cook - Charlie Cook - Mike Davis - J.J. Dillon - Derek Draper - Sam Diamond (arbitro) - Jim Duggan - Bobby Duncum - Eric Embry - Eric the Red - Fallen Angel - Manny Fernandez - Ric Flair - Mr. Florida - Peggy Fowler - Robert Fuller - Ron Fuller - Dory Funk Jr. - Terry Funk | - Ed "The Bull" Gantner - Jimmy Garvin - Mike George - The Gladiator - Jay Goodley - Rene Goulet - Eddie Graham - Mike Graham - Superstar Billy Graham - Jerry Grey - Chavo Guerrero - Héctor Guerrero - Scott Hall - "Playboy" Gary Hart (manager) - Jack Hart - Larry Hamilton - Rip Hawk - Lord Alfred Hayes - Billy Jack Haynes - Coach John Heath - Hercules Hernandez - Mr. Hito - Hulk Hogan - Sir Oliver Humperdink (manager) - Ricky Hunter (The Gladiator) - King Curtis Iaukea - The Infernos - The Super Destroyer - Bobby Jaggers - Rocky Johnson - Kabuki - Steve Keirn - Killer Khan - Teijho Khan - Krusher Khruschev - Sonny King - Brian Knobbs - Ivan Koloff - Killer Karl Kox - Killer Karl Krupp - Ernie Ladd - Stan Lane - Jerry Lawler - Jos LeDuc - Mark Lewin - The Missing Link - El Lobo - Teddy Long (arbitro) - José Lothario - Lex Luger - Boris Malenko - Dutch Mantel - Hiro Matsuda - Mad Maxine - Wahoo McDaniel | - Scott McGhee - Bugsy McGraw - Butch Miller - The Missouri Mauler - The Medics - Pedro Morales - Angelo Mosca - Blackjack Mulligan - Don Muraco - Rocket Monroe - Sputnik Monroe - Dick Murdoch - The White Ninja (Keiji Muto) - Kendo Nagasaki (Mr. Sakurada) - Jim Neidhart - Larry O'Dea - One Man Gang - Bob Orton - Bob Orton Jr. - Pat Patterson - Thunderbolt Patterson - Roddy Piper - Al Perez - Tyree Price - Percy Pringle III (manager) - Harley Race - "Nature Boy" Buddy Rogers - Butch Reed - Dustin Rhodes - Dusty Rhodes - Jake Roberts - Billy Robinson - Mark Youngblood - Jay Youngblood - Bob Roop - Mike Rotunda - Sean Royal - Rick Rude - Jerry Sags - Mr. Saito - Cocoa Samoa - Buzz Sawyer - Stu Schwartz (arbitro) - Bobby Shane - Iron Mike Sharpe - The Sheik - Ron Simmons - Dick Slater - Alexis Smirnoff - Tracy Smothers - The Great Mephisto - Ray Stevens - "Exotic" Adrian Street - Chief Jay Strongbow - Big John Studd - The Spoiler - Pak Song | - Mongolian Stomper - Kevin Sullivan - Abudadein (manager) - Sweet Brown Sugar - Magnum T.A. - Cowboy Butch Taylor - The Terminator - Louie Tillet - Buzz Tyler - Tarzan Tyler - Luna Vachon - Dale Veasey - Johnny Valentine - Greg "The Hammer" Valentine - Jimmy Valiant - Johnny Valiant - Nikolai Volkoff - The Von Brauners - David Von Erich - Baron von Raschke - Koko Ware - "Cowboy" Bill Watts - Pez Whatley - Luke Williams - Barry Windham - Kendall Windham - Dusty Wolfe - Buddy Wolfe - Mr. Wrestling - Mr. Wrestling II - Bill Dundee - Buddy Fuller - The Mod Squad - Dallas Page - Michael "P.S." Hayes - Buddy Jack Roberts - Terry Gordy - The Yellowdog - Midnight Rider - Rick (Rip) Oliver - Tyree Pride - Paul Heyman - Ken Timbs - Ricky Santana - The Rock 'n' Roll Express |